# Свадьба Дженни
«Свадьба Дженни» (англ. Jenny's Wedding) — независимая картина американской сценаристки и режиссёра Мэри Агнес Донохью о молодой девушке Дженни Фаррелл из Кливленда, которая решает жениться на своей давней возлюбленной Китти. Безоблачные отношения девушек и свадебные планы омрачает тот факт, что семья Дженни ничего не знает о её ориентации. Промокампания фильма была приурочена к легализации брачного равноправия в США на федеральном уровне. Деньги на фильм собирались с помощью системы краудфандинга на платформе Indiegogo.

## Сюжет
Дженни Фаррелл — социальный работник, который находит новые семьи для неблагополучных детей. У неё есть брат и сестра, которые уже давно завели собственные семьи. Мистер и миссис Фаррелл, пара достаточно консервативных, но очень заботливых родителей, очень ждут, когда их любимая дочка тоже свяжет себя узами брака. После душевного разговора с отцом на семейном празднике Дженни решает сделать предложение своей девушке Китти, с которой они вместе уже около пяти лет. Китти с радостью соглашается, но напоминает Дженни о том, что перед свадьбой ей надо совершить каминг-аут перед своей семьей. Дженни признается во всем отцу и матери, чем повергает их в глубокий шок. Мама просит Дженни ни о чём не рассказывать родственникам и соседям, а отец молчаливо принимает сторону супруги. Пытаясь убедить родителей в своей правоте, Дженни постепенно вступает с ними в открытый конфликт. Страсти накаляются, когда обо всем узнают знакомые Фарреллов и начинают распространять сплетни.

## В ролях
- Кэтрин Хайгл — Дженни Фаррелл
- Алексис Бледел — Китти
- Линда Эмонд — Роуз Фаррелл (мать)
- Том Уилкинсон — Эдди Фаррелл (отец)
- Грейс Гаммер — Энн (сестра)